# Papiro de Moscú

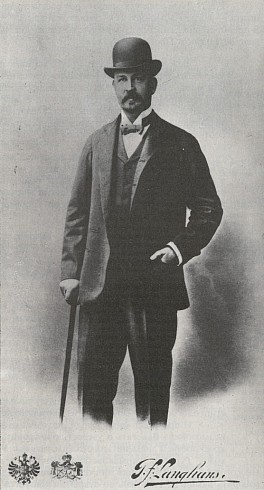
El egiptólogo ruso Vladímir Goleníshchev (1856-1947), comprador del Papiro de Moscú.

El Papiro de Moscú es, junto con el Papiro de Ahmes, el más importante documento matemático del antiguo Egipto.
Fue comprado por el egiptólogo ruso Vladímir Goleníshchev (1856-1947) en 1883, a través de Abd-el Radard, una de las personas que descubrió el escondite de momias reales de Deir el-Bahari. Originalmente se lo conocía como Papiro Goleníshchev pero desde 1912, cuando fue comprado por el Museo Pushkin de Moscú (n.º 4576), se conoce como Papiro de Moscú.
Con cinco metros de longitud y tan solo ocho centímetros de anchura consta de veinticinco problemas matemáticos, aunque algunos se encuentran demasiado dañados para poder ser interpretados. El papiro fue escrito en escritura hierática en torno al 1890 a. C., durante la dinastía XII, por un escriba egipcio desconocido, que no era tan meticuloso como Ahmes (el escriba del Papiro Rhind). Se desconoce el objetivo con el que fue escrito.
De los 25 problemas de que consta hay dos que destacan sobre el resto; son los relativos al cálculo del volumen de una pirámide truncada (problema 14.º), y el área de una superficie parecida a un cesto (problema 10.º). Este último es uno de los problemas más complicados de entender, pues no es clara la forma, y si la figura buscada fuese un cesto o un hemisferio entonces sería el primer cálculo conocido de un hemisferio.

## Problema 14º

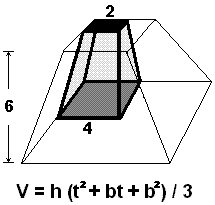
El problema 14º: volumen de una pirámide truncada.

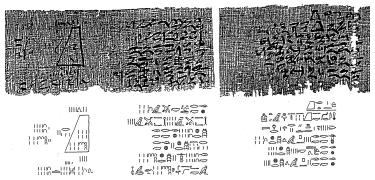
El problema 14º del Papiro de Moscú.

En el problema 14º del Papiro de Moscú se pide calcular el volumen de un tronco de pirámide de base cuadrangular. El escriba egipcio expone los pasos: eleva al cuadrado 2 y 4 (t², b²), multiplica 2 por 4 (tb), suma los anteriores resultados (t² + b² + tb), y multiplica por un tercio de 6 (h/3); finaliza diciendo: «Ves, es 56, lo has calculado correctamente».
En notación algebraica moderna sería:
V = h (t² + b² + tb) / 3
- Datos: Q926547
- Multimedia: Moscow Mathematical Papyrus / Q926547